# هارفي ورثينجتون لوميس
هارفي ورثينجتون لوميس (بالإنجليزية: Harvey Worthington Loomis)‏ هو ملحن أمريكي، ولد في 5 فبراير 1865 في نيويورك في الولايات المتحدة، وتوفي في 25 ديسمبر 1930 في بوسطن في الولايات المتحدة.

## وصلات خارجية
- هارفي ورثينجتون لوميس على موقع ميوزك برينز (الإنجليزية)
- هارفي ورثينجتون لوميس على موقع ديسكوغز (الإنجليزية)